# Кайсацкое
Кайса́цкое — село в Палласовском районе Волгоградской области, центр Кайсацкого сельского поселения. Основано в 1907 году.

## История

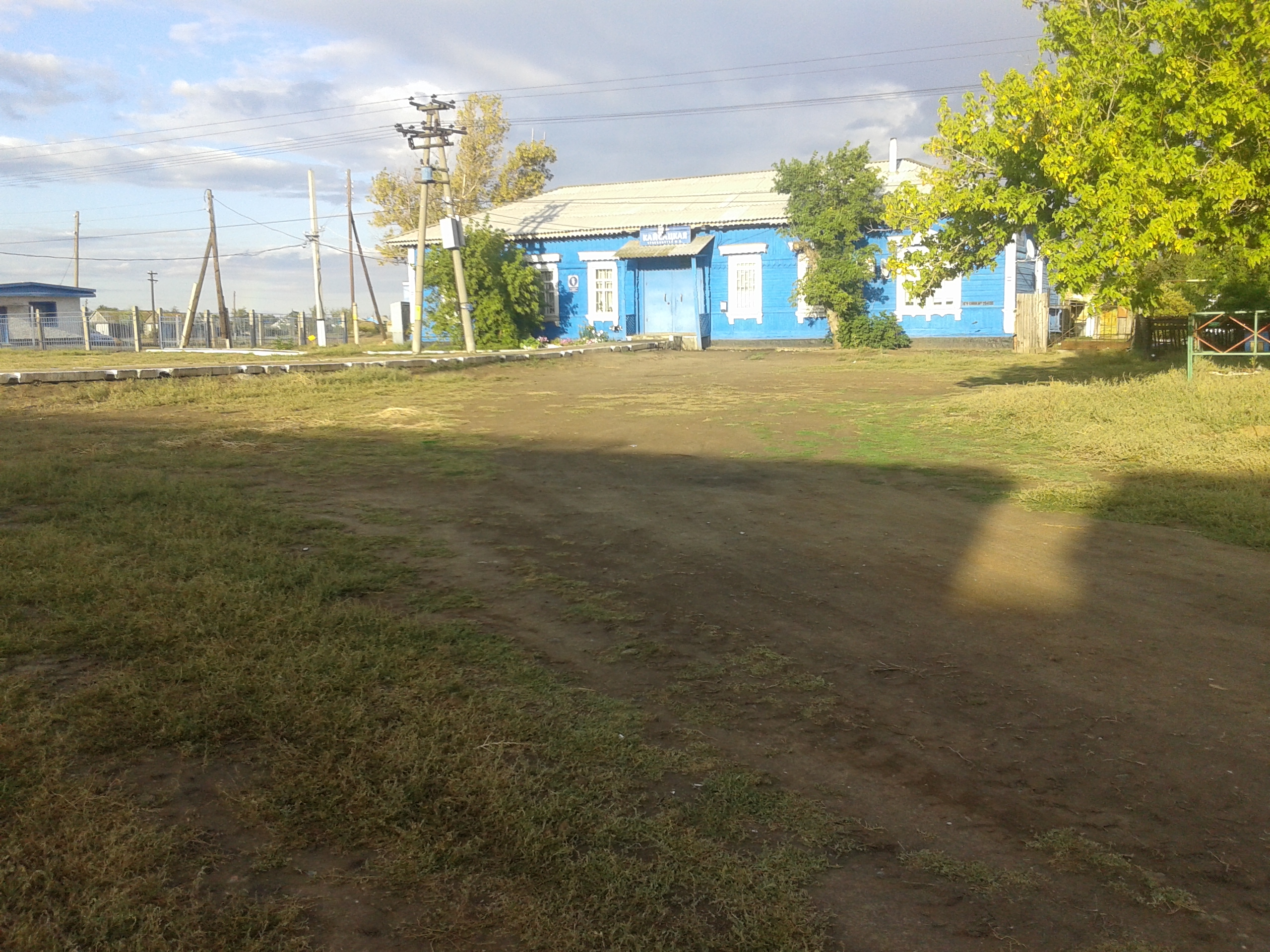
Вокзал на станции Кайсацкая

Село основано при станции Кайсацкая, после постройки железнодорожной линии Астрахань — Красный Кут в 1907 году. Окружающая станцию местность на много верст была до постройки железной дороги почти необитаема и в ней лишь изредка встречались маленькие хуторки русских и казахов. Теперь (на 1913 год) количество хуторов увеличивается с каждым годом, и сами хутора становятся более многолюдными и разрастаются по количеству дворов.
По воспоминаниям жителей села первый состав на данном участке железнодорожной линии прошёл 1 августа 1907 года. Начало эксплуатации железной дороги способствовало появлению новых селян — рабочих железной дороги.
В 1907 году в селе были построены больница и церковь. Появились магазины.
При станции успел уже образоваться поселок в 50 дворов с магазинами и еженедельным базаром, на котором идёт торговля, главным образом, скотом, кожами и шкурами. Маломощным паровозам не хватало воды, поэтому в 1907 году рядом с вокзалом поставили водокачку (эта старая башня стоит там и в наши дни)
До революции с. Кайсацкое входило в состав Царевского уезда Астраханской губернии. В сентябре 1918 года образовалась Царицынская (с апреля 1925 г. переименована в Сталинградскую) губерния, в состав которой от Астраханской губернии вошёл и Царевский уезд.
Кайсацкая волость была организована в 1919 году, она входила в состав Николаевского уезда Царицынской губернии. В 1923 году Кайсацкая волость была реорганизована. Новая укрупнённая волость сложилась из прежней Кайсацкой волости и части территории Николаевской волости. Реорганизованная Кайсацкая волость объединяла 4 сельских Совета (Кайсацкий, Калашниковский, Гончаровский и Упрямовский).
В 1928 г. Кайсацкая волость была упразднена в связи с переходом от губернского, уездного и волостного деления на окружное и районное. Территория ликвидированной Кайсацкой волости была полностью включена в состав вновь созданного Николаевского района Камышинского округа Нижне-Волжского края.
Кайсацкий район был организован в феврале 1935 года и просуществовал до декабря 1950 г. С 1 января 1951 г. он вошёл в состав Палласовского района.
В 1927 году в селе была открыта школа. Днем в школе учились дети, а вечером туда приходили их родители. В стране началась ликвидация неграмотности. В 1929 году была открыта изба-читальня, которая являлась одновременно и клубом. Население села увеличивалось, прибавлялось количество детей. Решено было построить еще одно здание для учащихся 1—4 классов.
В 1930 году был образован колхоз им. Ворошилова. В 1935—1951 село было районным центром Кайсацкого района Сталинградской области.
В период с 01.01.1943 по 01.02.1943 в селе дислоцировался 4427-й эвакуационный госпиталь  61-го фронтового эвакуационного пункта.
В 1951 году на базе 3-х районов Эльтонского, Кайсацкого, Палласовского был создан один район — Палласовский. Центром нового района стал р.п. Палласовка (в 1967 году получил статус города).
В феврале 1954 года было принято решение об освоении целинных земель. В ноябре 1957 года в честь 40-й годовщины Великой Октябрьской социалистической революции колхоз им. Ворошилова был переименован в колхоз им. 40 лет Октября.
В селе есть старый элеватор (в 2008 элеватор ликвидировали), новый пограничный комплекс, железнодорожная линия Красный Кут — Астрахань, железнодорожная станция «Кайсацкая», таможенный пропуск через границу с Казахстаном с (01.06.11 ликвидирован), средняя школа, детский сад, сельский совет, участковая больница, машинно-тракторная мастерская (ликвидирована).

## Население
| 1939 | 1987  | 2002 |
| ---- | ----- | ---- |
| 1455 | ≈1600 | 1722 |

| 2010 |
| ---- |
| 1924 |

## Станция Кайсацкая

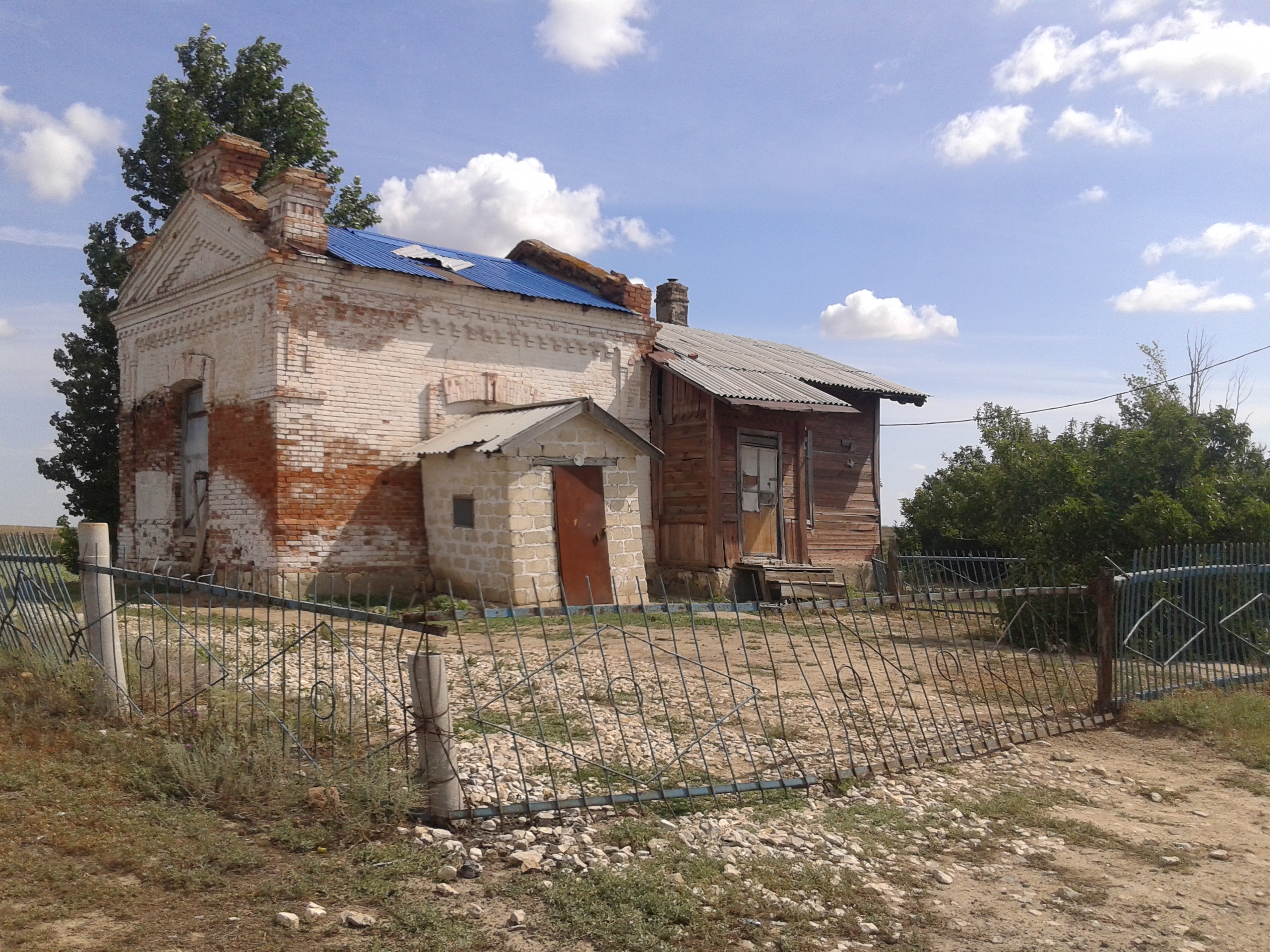
Водонасосная станция 1907 года постройки

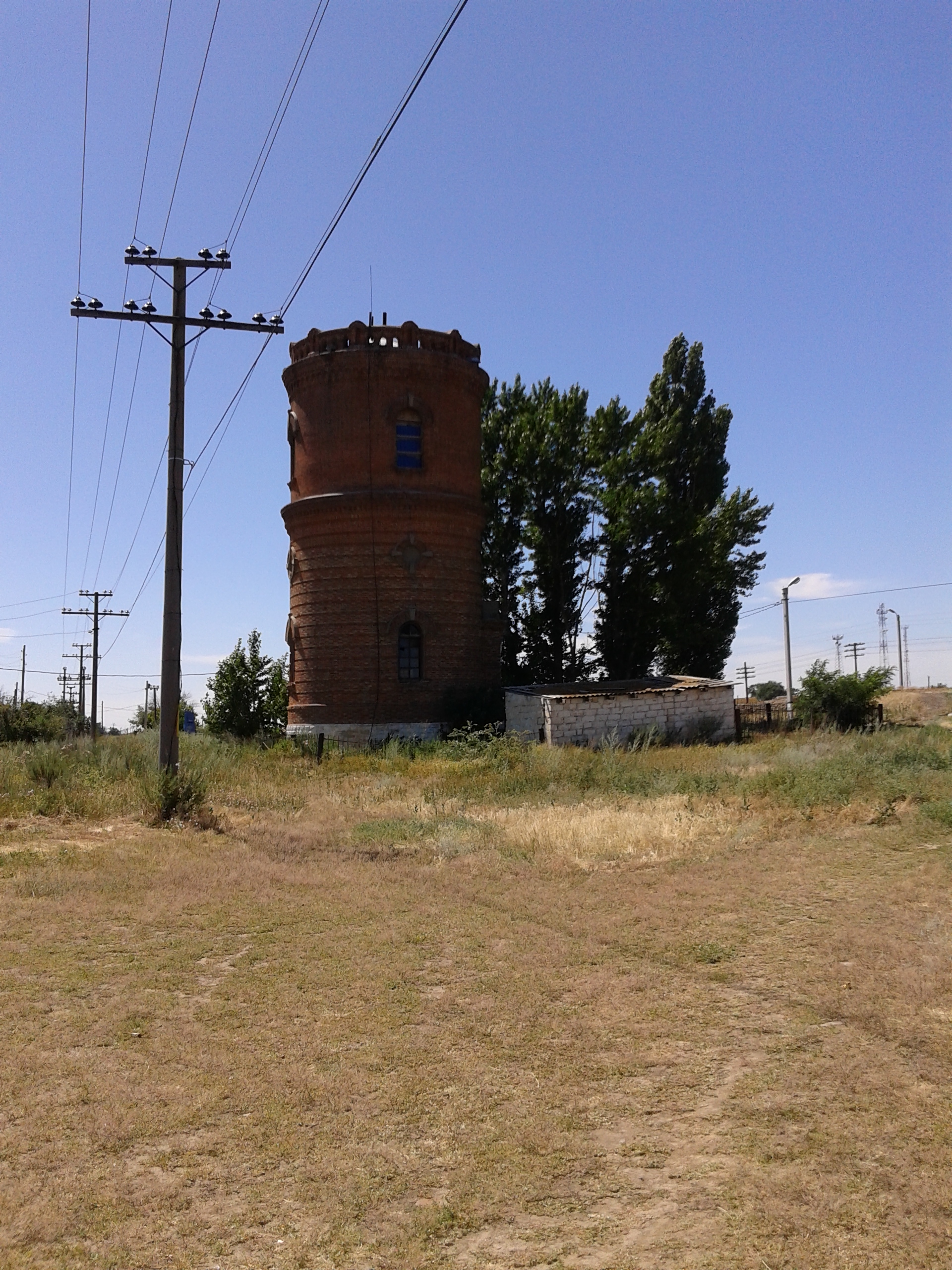
Водонапорная башня 1907 года, станция Кайсацкая

- Водонасосная станция 1907 года постройкиВодонапорная башня 1907 года, станция КайсацкаяСтанция Кайсацкая — железнодорожная станция в селе Кайсацкое Волгоградской области. Открыта в 1907 году после постройки линии Астрахань — Красный Кут. На станции построили вокзал, а возле вокзала водонапорную башню, магазин и несколько дворов. Возле станции создали бассейн для хранения запасов воды и возле бассейна построили небольшую насосную станцию для подачи воды в водонапорную башню. За железнодорожной линией построили элеватор для хранения зерна, к элеватору провели железнодорожные пути, в 2008 элеватор ликвидирован. На станцию прибывали поезда из Москвы, а позже из других городов. В 2007 году на станции провели реконструкцию железнодорожного полотна, что позволило принимать более длинные грузовые поезда.

## Известные люди
- Зайченко, Пётр Петрович — советский и российский актёр театра и кино. Заслуженный артист России (1998)
- Звершхановский, Феликс Андреевич[укр.] — украинский врач-терапевт, доктор медицинских наук, профессор Тернопольского национального медицинского университета имени И. Я. Горбачевского.